# Ресник (Плетерница)
Ресник је насељено место у саставу града Плетернице, у Славонији, Република Хрватска.

## Историја
До нове територијалне организације налазило се у саставу бивше велике општине Славонска Пожега.

## Становништво
Насеље је према попису становништва из 2011. године имало 307 становника.
| Националност       | 1991.        |
| Хрвати             | 246 (98,00%) |
| Срби               | 0            |
| Југословени        | 4 (1,59%)    |
| остали и непознато | 1 (0,39%)    |
| Укупно             | 251          |